# Trapezia intermedia
Trapezia intermedia är en kräftdjursart som beskrevs av Edward John Miers 1886.
Trapezia intermedia ingår i släktet Trapezia och familjen Trapeziidae. Inga underarter finns listade i Catalogue of Life.